# Erica venustiflora
Erica venustiflora är en ljungväxtart. Erica venustiflora ingår i släktet klockljungssläktet, och familjen ljungväxter.

## Underarter
Arten delas in i följande underarter:
- E. v. glandulosa
- E. v. venustiflora